# NGC 2186
NGC 2186 (również OCL 498) – gromada otwarta znajdująca się w gwiazdozbiorze Oriona. Odkrył ją William Herschel 27 stycznia 1786 roku. Jest położona w odległości ok. 8,8 tys. lat świetlnych od Słońca.